# Paraceterach reynoldsii
Paraceterach reynoldsii là một loài thực vật có mạch trong họ Adiantaceae. Loài này được (F. Muell.) Tindale miêu tả khoa học đầu tiên năm 1978.